# Philipp Ludwig Wenzel von Sinzendorf

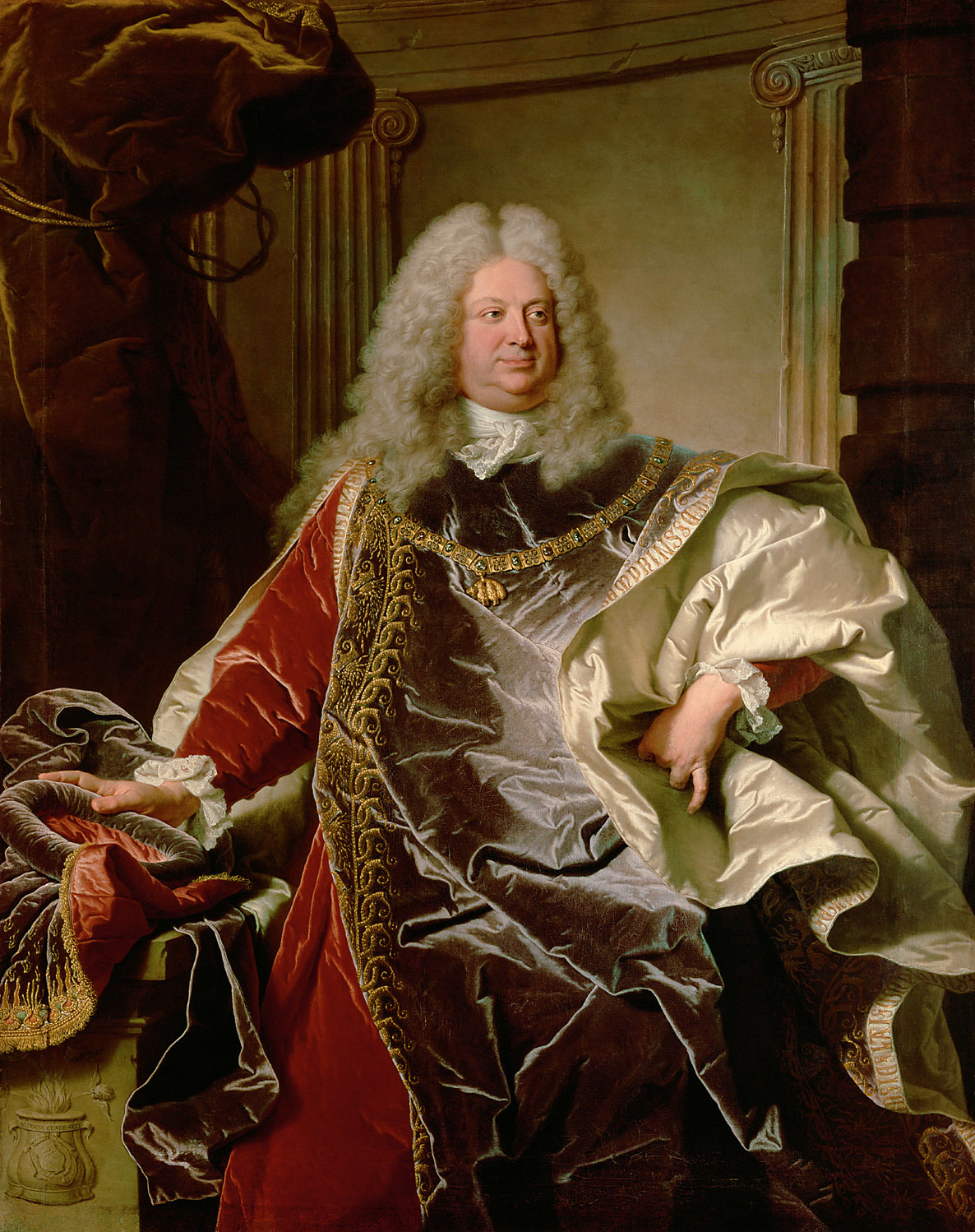
Philipp Ludwig Wenzel von Sinzendorf por Hyacinthe Rigaud, 1728.

Philipp Ludwig Wenzel von Sinzendorf (26 de diciembre de 1671 - 8 de febrero de 1742) fue un diplomático y estadista austriaco quien actuó durante casi cuatro décadas como Canciller de la Corte responsable de los asuntos exteriores de la Monarquía Habsburgo.

## Origen
Nació en la capital austriaca, Viena, siendo hijo del Conde Georg Ludwig von Sinzendorf (1616-1681), miembro de la familia noble Sinzendorf de la Alta Austria, y de su esposa Dorothea Elisabeth, Duquesa de Holstein-Wiesenburg. Su padre sirvió como presidente de la corte de cámara Habsburgo bajo el emperador Leopoldo I. Después de que el emperador llevara a cabo un examen de sus irregularidades financieras, Georg Ludwig fue sentenciado a cadena perpetua, pero su mujer maniobró para lograr la conmutación de la sentencia en arresto domiciliario en uno de los palacios de la familia. Como uno de los hijos menores de su matrimonio, Philipp Ludwig fue designado tempranamente para una carrera eclesial y se unió al capítulo catedralicio en Colonia.

## Ascenso
Después de la muerte de su hermano en la Batalla de Mohács (1687), regresó a la vida secular. Philipp Ludwig von Sinzendorf inicialmente entró en el servicio militar. Apercibido el emperador lo eligió en 1694 como tesorero. Como resultado, se le confiaron varias misiones diplomáticas. En 1696 contrajo matrimonio con la Condesa Rosina Katharina von Waldstein. Con ella tuvo cuatro hijos. Entre ellos el posterior Cardenal Philipp Ludwig von Sinzendorf.
En 1699,  apenas con 28 años, fue elegido embajador en la corte de Versalles. Después de iniciarse la guerra de Sucesión Española, tuvo que abandonar Francia. En 1701 fue elegido Consejero Privado. Junto con el futuro emperador José I, participó en el asedio de Landau, uno de los más largos en la Guerra de Sucesión Española. Después, fue comisionado en Lieja. Aquí, depuso al Príncipe-Obispo de Lieja José Clemente de Baviera, cuyo hermano luchó con Francia contra Austria, e introdujo un nuevo gobierno. En 1704, concluyó la el Tratado de Evacuación Imperial con el Elector de Baviera después de la gran victoria en la Batalla de Blenheim.

## Canciller de la Corte
Después de la muerte del emperador Leopoldo, Sinzendorf se ganó el favor del emperador José I, quien lo hizo en 1705 Canciller de la Corte (Obersthofkanzler). También fue protector de la Academia Imperial de las Artes. Fue una figura central durante cuatro décadas, especialmente en la política exterior del Imperio Habsburgo. En 1706 negoció en La Haya con John Churchill, 1º Duque de Marlborough y con los representantes de los Países Bajos. Estuvo al lado de Eugenio de Saboya en 1709 como negociador en las negociaciones para una paz preliminar que fracasó, debido a las excesivas demandas del lado de Sinzendorf. De este modo evitó una paz prematura para Austria. 
El emperador recompensó a Sinzendorf por sus servicios concediéndole los feudos de Hals y Schärding en Baviera. Sorprendido por la muerte del emperador en La Haya, fue inmediatamente a Fráncfort del Meno para presionar en favor de la elección de Carlos VI como emperador del Sacro Imperio. Después de la elección, Carlos VI confirmó a Sinzendorf en sus puestos y mientras acompañó a Carlos a su coronación en Fráncort, Carlos VI lo nombró Caballero de la Orden del Toisón de Oro.
En las negociaciones del Tratado de Utrecht, Sinzendorf hizo equipo con el Príncipe Eugenio e intentó en vano convencer a los antiguos aliados de continuar la guerra. De vuelta en Viena, fue elegido Ministro de la Conferencia Privada. Fue desde entonces no solo responsable de la política exterior, sino también de la política doméstica. A partir de 1721 también fue el director de la Compañía Privilegiada Imperial Oriental (Kaiserliche privilegierte orientalische Kompagnie). En el Congreso de Soissons para dar fin a la Guerra anglo-española (1727-29), abrió las negociaciones. Se puso en contacto con el cardenal francés y estadista André-Hercule de Fleury. Sus esfuerzos fueron en vano y retornó a Viena. En las negociaciones con los Protestantes en Hungría, estuvo presente en 1734 como el único laico. Fue un ardiente partidario del matrimonio de María Teresa y Francisco Esteban de Lorena. Esto se debía a que esperaba que le traería beneficios personales materiales. Después de la Guerra de Sucesión Polaca, Sinzendorf lideró las negociaciones de paz por Austria, que llevaron al Tratado de Viena (1738). Las derrotas de las fuerzas Imperiales en la Guerra austro-ruso-turca (1735-39) le urgieron a pedir al emperador una pronta paz.
Después de la muerte del emperador, apoyó a María Teresa en su reclamación de sus derechos de herencia. Incluso en los primeros años de la Guerra de Sucesión Austríaca, permaneció al servicio de la emperatriz.